# Medetera minima
Medetera minima är en tvåvingeart som beskrevs av Meijere 1916. Medetera minima ingår i släktet Medetera och familjen styltflugor. Inga underarter finns listade i Catalogue of Life.